# فارلي جرانجر
فارلي جرانجر (بالإنجليزية: Farley Granger)‏ مواليد 1 يوليو 1925 في سان خوسيه، الولايات المتحدة - الوفاة 27 مارس 2011 في نيويورك، هو ممثل أمريكي بدأ مسيرته الفنية سنة 1943. امتدت مسيرته الفنية لأكثر من 61 عاما.

## الأعمال
- سايد ستريت
- نايت فلايت فروم موسكو

## روابط خارجية
- فارلي جرانجر على موقع IMDb (الإنجليزية)
- فارلي جرانجر على موقع روتن توميتوز (الإنجليزية)
- فارلي جرانجر على موقع ألو سيني (الفرنسية)
- فارلي جرانجر على موقع ميوزك برينز (الإنجليزية)
- فارلي جرانجر على موقع تيرنر كلاسيك موفيز (الإنجليزية)
- فارلي جرانجر على موقع أول موفي (الإنجليزية)
- فارلي جرانجر على موقع قاعدة بيانات برودواي على الإنترنت (الإنجليزية)
- فارلي جرانجر على موقع قاعدة بيانات الأفلام السويدية (السويدية)
- فارلي جرانجر على موقع إن إن دي بي (الإنجليزية)
- فارلي جرانجر على موقع قاعدة بيانات الفيلم (الإنجليزية)